# Iphiaulax trisignatus
Iphiaulax trisignatus är en stekelart som först beskrevs av Kirby 1884.  Iphiaulax trisignatus ingår i släktet Iphiaulax och familjen bracksteklar. Inga underarter finns listade i Catalogue of Life.